# Ina Huemer
Ina Huemer (ur. 19 października 1998 w Ried im Innkreis) – austriacka lekkoatletka, sprinterka.
Siódma zawodniczka biegu na 200 metrów podczas igrzysk olimpijskich młodzieży (2014).
Na mistrzostwach świata juniorów młodszych (2015) odpadła w eliminacjach na 100 metrów, a na 200 metrów zakończyła występ na półfinale.
Była rezerwową w sztafecie 4 × 100 metrów podczas igrzysk europejskich (2015), ostatecznie nie wystąpiła w tych zawodach.
Medalistka mistrzostw Austrii w kategoriach młodzików, kadetów, juniorów oraz seniorów.